# Phaeostrymon alcestis
Phaeostrymon alcestis är en fjärilsart som beskrevs av Edwards 1871. Phaeostrymon alcestis ingår i släktet Phaeostrymon och familjen juvelvingar. Inga underarter finns listade i Catalogue of Life.